# FYVE
El domini d'anell de zinc FYVE (Fab-1, YGL023, Vps27 i EEA1) es un domini d'unió del Zn2+, d'entre 60 i 70 aminoàcids, ric en cisteïna.
Fins ara, els dominis FYVE s'han identificat en més de 300 proteïnes diferents del llevat a l'home. L'estructura del domini FYVE consta de dos fulls β més una petita α-hèlix C-terminal que es mantenen units per dos grups d'unió de Zn2 +